# Ранганатха
Рангана́тха (санскр. रंगनाथ IAST: Ranganātha, IAST: Ranganāthar) — индуистское божество, одна из форм Вишну, поклонение которой широко распространено в Южной Индии. Известен также как Аранганатхар (Aranganathar), Ранга (Ranga) и Тенарангатха (Thenarangathan). Божество Ранганатхи можно встретить во многих из 108 дивьядешам, представляющих собой места паломничества вайшнавов. Однако главное божество находится в храме Ранганатхасвами в Шрирангаме. Ранганатха является одним из основных объектов поклонения для последователей традиции шри-вайшнавизма.

## Этимология
В словаре профессора санскрита Оксфордского университета Монье Монье-Вильямса «ранга» (raṅga) имеет несколько значений: публичное место, место танцев и сражения, а также цвет и оттенок. Другая составная часть имени, «натха» (nāthá) означает убежище, защитник, покровитель, владелец, муж. По всей видимости, Ранганатха можно перевести как защитник или владыка [святого] места, так же как имя другого известного божества из Пури, Джаганнатха, означает «владыка вселенной».

## Иконография

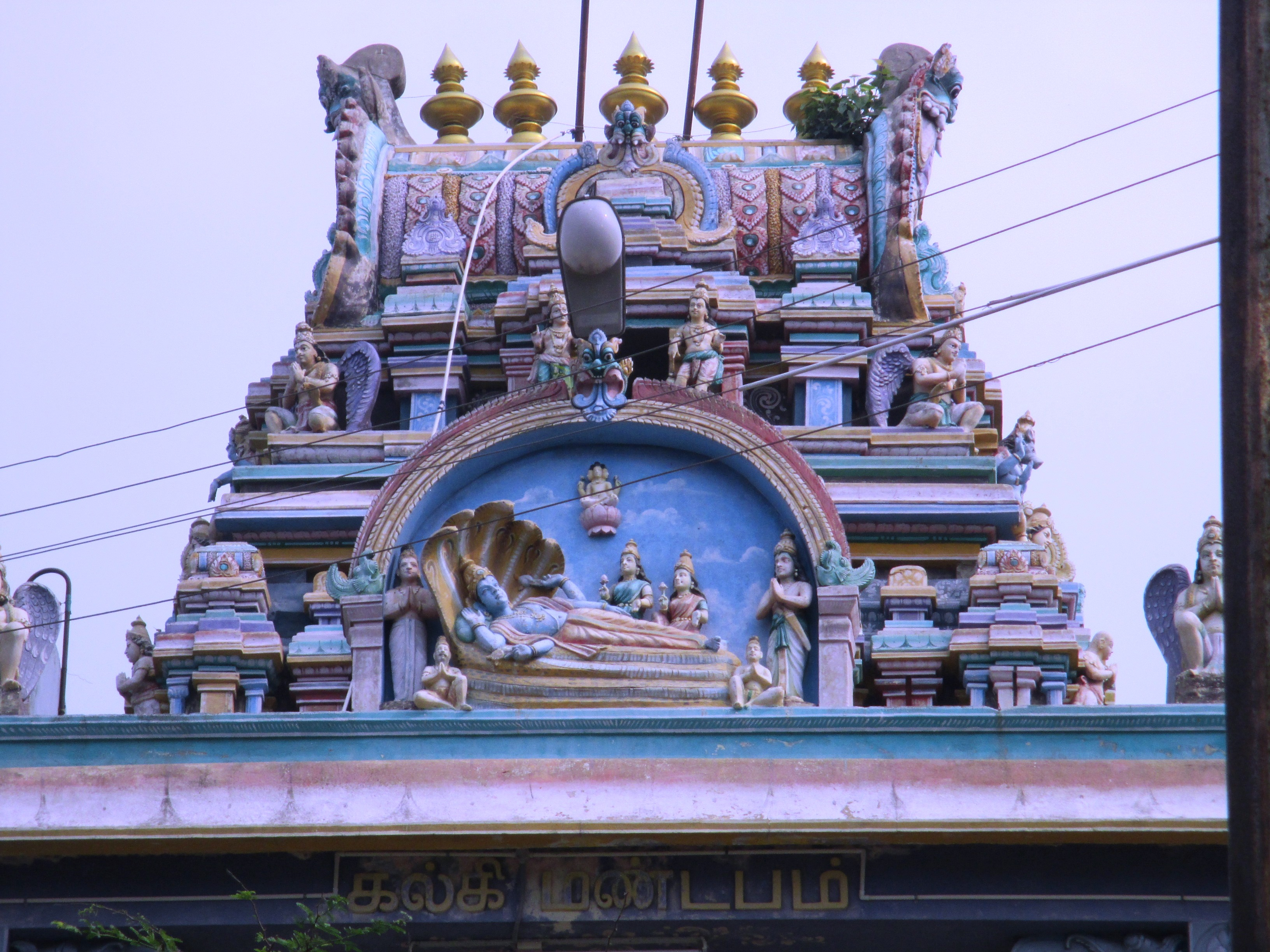
Классическое изображение Вишну на Ананта-Шеше в окружении спутников. Гопурам храма Ранганатхара в Тирунирмалай (Тамилнад)

Вишну представлен в образе, известном в иконографии индуизма как Шешашаяна (Sesasayana) или Ананташаяна (Anantasayana). Это Вишну, лежащий на кольцах гигантского космического змея Ананта-шеши. Тысячеглавый змей символизирует бесконечность времени (вечность), в котором пребывает Вишну. Головы со змеиными капюшонами образуют защитный навес над Вишну. Сам змей Ананта-шеша вместе с Вишну пребывает в космических водах Молочного океана, символизирующего однообразное единство природы до создания Вселенной. Вишну покоится на змеином ложе в течение так называемой «ночи Брахмы», продолжающийся 4,32 миллиарда лет. Во время «ночи Брахмы» прошлая Вселенная разрушилась и боги погибли, а новая Вселенная из Вишну ещё не родилась. Все три гуны в Молочном океане пребывают в гармонии. Образ Вишну, возлежащего на космическом змее, корнями уходит в мифологию Пуран. Он отражает непроявленный аспект бога-создателя, который занимает главное место во многих вайшнавских храмах. Вишну, покоящийся на Шеше, отражает космическую природу бога и сравним с лингамом Шивы, который также связан с космической творческой силой бога в её потенциальной форме. Кроме того, Вишну, пребывающий в космических водах, символизирует сакральный звук и изначальную мантру «Ом».
Правую руку Ранганатха держит в абхая-мудре, которая благословляет преданных и даёт им защиту от земных страхов. Один из последователей основателя шри-вайшнавизма Рамануджи, Парашара Бхаттар (Parasara Bhattar, 1122—1174), описывал внешний облик Ранганатхи в XII столетии. Он воспевает его гирлянду из листьев туласи и цветов, камень каустубха на груди, жёлтые одежды и другие украшения, принадлежащие Вишну. Возле ног божества находится его супруга Лакшми, которая в ряде изображений ритуально омывает ему стопы. В южноиндийской традиции Лакшми известна как «Ранганаяки» (Ranganayaki). На некоторых изображениях и скульптурах Вишну представлен с двумя жёнами, почитающимися как аспекты Лакшми: Ниладеви (Nila Devi) и Бхудеви (Bhudevi).

## Ранние скульптурные изображения и барельефы
Истоки образа Ранганатхи уходят корнями в Древнюю Индию. Первый известный образ Вишну, лежащего на кольцах змея Шеши, датируется V веком. Он был найден в древнем индуистском храме в Бхитаргаоне (Уттар-Прадеш). Храм в Бхитаргаоне прославился тем, что это едва ли не единственный храм из терракотовых кирпичей, сохранившийся со времён империи Гуптов. Декоративный дверной проём, известный как «дхана двара» (ghana dvara), используется для внешнего украшения святынь. Дхана двара с Вишну, возлежащим на Шеше, украшает каменный храм в Деогархе (Уттар-Прадеш). Храм посвящен дашаватарам (десяти аватарам Вишну) и датируется началом VI века. В зале, называемой «хачаппья-гуди» (Haccappya Gudi) в храмовой пещере № 9 комплекса в Айхоле (Карнатака) найдено изображение Вишну, покоящегося на Шеше. На потолочном барельефе просматривается лежащий Вишну, чей образ датируется между VII и VIII веками. Сегодня эта каменная панель хранится в Чхатрапати Шиваджи Махарадж Васту Санграхалая (Мумбаи, бывший Музей принца Уэльского Западной Индии). Большую известность получило каменное изображение Вишну, вырезанное в скале в Махабалипураме (Тамилнад), которое, как полагают, создано в VII веке. Оно находится в мандапе храма Махишасурамардини (Дурги). Хотя ранние образы Вишну, возлежащего на Шеше, найдены в Северной Индии, тем не менее, наибольшее распространение они получили в южной части субконтинента. Отсутствие упоминания о Ранганатхе в Вишну-пуране и среди 1000 имён Вишну (Вишну-сахасранаме) привело к тому, что он считается местным божеством тамильского вайшнавизма.
Ранние изображения Вишну, покоящегося на Ананта-Шеше
| | | | | | |
| Барельеф храма Вишну в Бхитаргаоне (фотография 1897 года) Координаты: 26°12′35″ с. ш. 80°16′32″ в. д. Время возведения: V век | Панель Ананташаяна в пещерном храме Удаягири Координаты: 23°32′10″ с. ш. 77°46′20″ в. д. Время возведения: конец IV — начало V века | Панель в Храме десяти аватар Вишну в Деогархе Координаты: 24°31′36″ с. ш. 78°14′24″ в. д. Время возведения: VI век | Потолочный барельеф из Айхоле (Музей Мумбая) Координаты: 16°01′08″ с. ш. 75°52′55″ в. д. Время возведения: между VII и VIII веками | Барельеф в мандапе Махишасурамардини в Махабалипураме Координаты: 12°37′00″ с. ш. 80°11′30″ в. д. Время возведения: VII век | Барельеф в Храме Нитьякальяна Перумал в Терувидандхаи Координаты: 13°03′ с. ш. 80°16′ в. д. Время возведения: VII век с достройкой в XI веке |

## Происхождение
Образ Вишну, пребывающего в мировых водах, впервые упомянут в священном тексте Ригведы. Он описан как вечный (нерождённый), находящийся вне земли и неба, в котором пребывают все живые существа, духи и боги. Бессмертный Вишну в форме зародыша (хираньягарбха) непроявленной Вселенной покоится в космических водах:
(То,) что есть по ту сторону неба, по ту сторону земли, по ту сторону богов (и) духов, – 
что за первый зародыш восприняли воды, в котором виднелись все боги?
Это его восприняли воды как первый зародыш, (там,) где сошлись вместе все боги. На пупе Нерожденного укреплено нечто, на котором находятся все существа.Ригведа, Мандала X, 82, 5-6
Указанный текст Ригведы посвящён Вишвакарману, то есть творцу всего сущего. Как эпитет «Вишвакарман» применяется по отношению к богам Индре, Сурье и Праджапати, которые в пост-ведийский период стали ассоциироваться с Вишну. В Ригведе определение Вишвакармана не дано, творец описан через внешние признаки: нерождённый, включающий в себя всех богов и т. д. Сам текст Ригведы ничего не говорит об образе Вишну, который мог бы в последующем лечь в его иконографию. Визуальное отображение непроявленного аспекта божества, лежащего на змее, представляет собой самостоятельное направление развития его образа. Индологами выдвигается несколько гипотез происхождения образа спящего божества.
| Гипотеза и образ | Содержание |
| ---------------- | --- |
|                  | Вайшнавское божество, дремлющее сквозь века, имеет близкую аналогию в буддизме. В иконографии буддизма махапаринирвана-мурти изображается в лежащей позе. Это покоящийся на правом боку Будда, ушедший в окончательную нирвану. Считается, что махапаринирвана характеризует бесконечный покой, в который входит просветлённый (будда) или архат после физической смерти. Развитая иконография буддистской махапаринирваны существовала уже в III веке, то есть до появления образа возлежащего Вишну. Вполне возможно, что внешний образ вайшнавизмом мог быть позаимствован. Признаки наследования образа подтверждаются тем, что Будда в вайшнавской традиции не позднее V—VII века вошёл в число аватар (земных воплощений) Вишну. |
|                  | Ананташаяна был политическим символом династии Гуптов, олицетворяющем их успех и процветание. Формирование иконографии возлежащего Вишну приходится на период расцвета империи Гуптов между IV и V веками в Северной Индии. Правители Гуптов сравнивали себя с Агни на земле, Индрой в небе и Сурьей в поднебесье. Чандрагупта II ассоциировал себя с Вишну в лице Тривикрамы, который тремя шагами охватил все миры. Политические противники Гуптов были приверженцами культа змей нагов. В частности, династия Нага из Видиша (Мадхья-Прадеш), царствовавшая до Гуптов в I веке. После покорения царства, представители Гуптов породнились с Нагами для узаконивания своих прав на их территорию. Соответственно, в иконографии мог появиться политический символ победы: Вишну (правители Гупты) возлежит на Шеше (покорённые Наги), а Гаруда (ездовая птица Вишну) сжимает в когтях змею. Наги (змеи) тесно ассоциировались с водой и общий образ был интегрирован в иконографию Вишну. |
|                  | Главный атрибут Ананташаяна, а именно, тысячеглавый змей, может происходить из пуранической истории борьбы Кришны со змеем Калией, который нашёл отражение в эпизоде, называемом «Калиядамана». Калия был огромным многоголовым демоном, жившим в реке Ямуне возле Бриндавана. После победы Кришны над демоном, воды реки очистились и мировая гармония была восстановлена. Миф может отражать символическую победу брахманов над племенным культом змей, доминировавшим в районе Матхуры до периода Гуптов. В последующем змеиный культ был интегрирован в бхагаватизм. Его олицетворяет Баларама или Санкаршана в форме Ананта-шеши. Санкаршана становится первым помощником своего сводного брата Кришны в противостоянии с Камсой. |

## Храмы Ранганатхи
Среди 108 дивьядешам (священных мест паломничества) Вишну в покоящейся позе можно найти во многих храмах. К ним относятся Тирумеям, Тирукотиюр, Ковилади, Кабисталам, Тирунирмалай, Тируваллур, Анбил, Мейиладутерай, Шривиллипутур и даже Тируванатапурам, хотя местное божество Падманабхасвами почитается как отдельная (самостоятельная) форма Вишну. Храм Ранганатхасвами в Шрирангаме является главным храмом божества Ранганатхи, своеобразным «кафедральным собором» шри-вайшнавизма. Образ Ранганатха прославляется и воспевается в поэтических произведениях альваров. Объясняется это тем, что храм и божество фигурируют в жизни ряда альваров. Единственная женщина среди альваров, Андаль, которую почитают как Лакшми, по преданию вышла замуж за Ранганатха, прибыв к нему в Шрирангам. Альвар Тондарадипподи стал преданным Ранганатха, отказавшись от земной красоты Дева-деви. Тирумангай оставил разбой ради любви к Ранганатху. Рядом с Ранганатхой жили основоположники вайшнавизма: Рама Мишра, Ямуначарья, Рамануджа и все последующие учителя шри-вайшнавизма. В 1510—1511 годах в Шрирангаме проповедовал гаудия-вайшнавский святой и реформатор Чайтанья (1486—1534). Некоторые из шри-вайшнавов Шри Рангама вдохновились его проповедью культа Радхи-Кришны и обратились в гаудия-вайшнавизм.
Помимо храма в Шрирангаме Ранганатхе посвящена группа храмов, расположенных по берегам реки Кавери в Южной Индии. Они носят собирательное название «панчаранга-кшетра» (pancharanga kshetrams). Это не означает, что поклонение Ранганатхе ограничивается несколькими храмами вдоль Кавери. В действительности их на порядок больше. В Индии все образы Вишну, возлежащего на Ананта-Шеше, нередко называют «Ранганатхой». В Сингаварам, возле станции Джинджи, восточнее города Тируваннамалай, находится пещерный храм Шри Ранганатхара (Singavaram Perumal Temple, 12°16′33″ с. ш. 79°23′55″ в. д.). Считается, что его воздвигли в период Паллавов. Достопримечательностью храма является вырезанное из камня изваяние Ранганатха длиной 7,3 метра, датируемое VII веком. К местам почитания Ранганатхи помимо панчаранга-кшетра относят храм Шарангапани в Кумбаконаме (Arulmigu Sarangapani Swamy Temple, 10°57′34″ с. ш. 79°22′29″ в. д.) и храм Теруваттару (Adikesava Perumal Temple, 8°19′47″ с. ш. 77°15′57″ в. д.).

## Галерея образов Ранганатха
|                                                                                                   | |                                                      | |
| Переносное мурти Ранганатха со своими супругами из храма Шри Ранганатхи Свами в Магади (Бангалор) | Вибхишана, младший брат Раваны, почитавший Вишну, осыпает цветами Ранганатху. Изображение от 1850 года, Британский музей | Мемориальная доска Ранганатха из Ковилади (Тамилнад) | Мурти Ранганатха со своими супругами из храма Шри Кона Ранганатхи Свами возле Тадипатри (Андхра Прадеш) |